# Marie Catherine Kneup
Marie Catherine Kneup (geb. Kremer; * 7. Juli 1899 in Großblittersdorf; † 4. Oktober 1938 in Berlin-Plötzensee) war eine französisch-deutsche Widerstandskämpferin, die wegen eines angeblichen Landesverrats geköpft wurde.
Kneup zog 1926 von Großblittersdorf in Lothringen (Frankreich) auf die gegenüberliegende Seite der Saar in den Heimatort ihres Mannes Albert Kneup, Kleinblittersdorf im vom Deutschen Reich abgetrennten und französisch verwalteten Saargebiet (im heutigen Saarland). Dort nahm sie 1934 eine Stelle im Haushalt eines deutschen Spions, der sie für den Spionagedienst anwarb. Zugleich lieferte sie aber auch Informationen an den französischen Geheimdienst. Im Rahmen der Volksabstimmung im Saargebiet 1935 schloss sich Albert Kneup der Status-Quo-Bewegung an.
Nach einem vom Ehepaar Kneup geplanten, aber gescheiterten Einbruch bei einem regionalen Leiter der deutschen Spionage im Jahre 1937 wurden die beiden verhaftet. Marie Catherine Kneup wurde vor dem Volksgerichtshof wegen Hochverrats zum Tode verurteilt. Trotz Bemühungen von französischer Seite um eine Begnadigung wurde sie im darauffolgenden Jahr hingerichtet.
Ihr Schicksal und das ihres Mannes Albert diente als Grundlage für einen Roman namens Spatzenkirschen von Ellen Widmaier sowie für ein Hörspiel in der Reihe ARD radiofeature.